# فلیکس کرستن
فلیکس کرستن (انگلیسی: Felix Kersten; ۳۰ سپتامبر ۱۸۹۸ – ۱۶ آوریل ۱۹۶۰) فیزیوتراپ شخصی هاینریش هیملر بود که همچنین مشاور رایشسفورر-اس‌اس محسوب شد. 